# أولرايك بايسيجل
ولدت أولرايك بايسيجل في الثالث والعشرين من ديسمبر عام 1952، عالمة كيمياء حيوية وبرفيسورة جامعية وهي أول امرأة عام 2011 تتبوأ منصب رئيس جامعة جوتنجن التي تأسست عام 1737. نتيجةً لبحثها حول دهون الكبد وأمراضه حازت جائزة مايير ليبنتيز ووسام رودولف شونهايمر ودكتوراه فخرية. عملت في عدة مجالس ولجان عازمةً على الحفاظ على أفضل مستويات المنح العلمية وتقليص سوء التصرف العلمي، وعليه تلقت ميدالية أوبو إيميوس لالتزامها بالممارسة العلمية الجيدة ودكتوراه فخرية من جامعة أدنبرة.

## سيرة ذاتية
ولدت أولرايك بيسجيل في الثالث والعشرين من ديسمبر عام 1952 في مولهيم آن ديور في مقاطعة فيستفاليا شمال الراين في ألمانيا. أكملت دراساتها الجامعية في البيولوجيا في مونستر وماربورغ ، وحصلت في عام 1979 على درجة الدكتوراه من قسم الطب في البيولوجيا البشرية بجامعة ماربورغ. انتقلت بعد ذلك إلى دالاس بتكساس حيث أجرت أبحاث ما بعد الدكتوراه تحت إشراف جوزيف ل. جولدشتاين ومايكل براون الحائزين على جائزة نوبل في قسم الوراثة الجزيئية بجامعة تكساس في دالاس. عند عودتها إلى جامعة ماربورغ، عملت بيسيجيل بصفة باحث مساعد لمدة عامين وحصلت على جائزة هاينز ماير-ليبنيتز عام 1983 عن عملها في عيوب المستقبلات كسبب للمرض. عملت أولرايك بصفة مستشار أكاديمي في المركز الطبي الجامعي في هامبورغ ابتداءً من عام 1984.
بدأت بيسيجيل في عام 1989، تعاونًا مع العالمة السويدية غونولا و. أوفيكرونا من جامعة أوميا لدراسة الدهون الغذائية في الدم وتأثيرها على الكبد. رأى البحث في الجليسيريدات الثلاثية والإنزيمات في رواسب جزيئات الدهون في الكبد وسيلة للوقاية من الأمراض القلبية الوعائية. أصبحت في عام 1990 أستاذة بجامعة هامبورغ وترقت إلى بروفيسور من الدرجة C-3 في عام 1996. منحتها جامعة أوميا عام 1996 شهادة الدكتوراه الفخرية لتعاونها مع أوفيكرونا. بعد خمس سنوات، ترقت بيسيجيل لتصبح بروفيسور من الدرجة C-4 وشغلت منصب مدير لمعهد الكيمياء الحيوية والبيولوجيا الجزيئية في المركز الطبي الجامعي بهامبورغ-إيبندورف.
عملت بيسيجيل بالإضافة للتدريس في العديد من لجان المعايير. انتخبت في عام 2000 للعمل كعضو في مجلس المراجعة في مؤسسة الأبحاث الألمانية وفي عام 2002 انتِخبت كعضو في لجنة مجلس الشيوخ للتقييم في جمعية لايبنز. في عام 2006 أصبحت عضوًا في المجلس الألماني للعلوم والإنسانيات (GCSH) وانتُخبت رئيسة للجنة أبحاث المجلس الألماني للعلوم والإنسانيات في عام 2008. عُينت بيسيجيل عام 2005 متحدثة باسم لجنة أومبادسمان التابعة لمؤسسة الأبحاث الألمانية مع تكليفها بوضع قواعد للممارسات العلمية الجيدة ومراقبة سوء التصرف العلمي. حصلت بيسيجيل على وسام رودولف شونهايمر عام 2008 من الجمعية الألمانية لأبحاث تصلب الشرايين، ويُعد هذا الوسام أعلى جائزة للإنجاز في مجال أبحاث تصلب الشرايين. في عام 2009، أصبحت عضو مجلس الشيوخ في جمعية لايبنتز، وفي عام 2010 تمت الموافقة على أن تكون أول رئيسة لجامعة غوتنغن مع فترة ولاية مدتها ست سنوات تبدأ من 1 يناير 2011. أصبحت عضوًا في مجلس الشيوخ عن جمعية ماكس بلانك عام 2011، ونائبة رئيس مؤتمر رؤساء الجامعات الألمانية عام 2012، وفي عام 2014 منُحت وسام جائزة أوبو إيميوس عن أبحاثها حول الأمراض القلبية الوعائية والتزامها بالممارسة العلمية الجيدة. حصلت بيسيجيل في عام 2015 على درجة الدكتوراه الفخرية من جامعة أدنبرة لمساهماتها في إدارة الجامعة وتعزيز التعاون متعدد التخصصات والدولي بهدف تحسين المجتمع الأكاديمي.